# کندی کید
کَندی کید (انگلیسی: The Candy Kid) یک فیلم کمدی صامت کوتاه به کارگردانی آروید ئی. گیلستورم است که در سال ۱۹۱۷ منتشر شد. از بازیگران این فیلم می‌توان به اولیور هاردی، بیلی وست، باد راس، لیاتریس جوی، اتلین گیبسون و لئو وایت اشاره کرد.